# Brotherocean
Brotherocean è il quarto album in studio del gruppo musicale francese Syd Matters, pubblicato il 30 agosto 2010 da Because Music.

## Tracce
1. Wolfmother – 3:10
2. Hi Life – 3:51
3. Halalcsillag – 3:35
4. A Robbery – 4:07
5. We Are Invisible – 4:10
6. River Sister – 4:20
7. Lost – 3:32
8. Rest – 4:45
9. I Might Float – 4:50
10. Hadrian's Wall – 8:33